# George Scott Wallace
Pour les articles homonymes, voir George Wallace (homonymie) et Wallace.
George Scott Wallace (9 août 1929-15 octobre 2011) est un homme politique canadien de la Colombie-Britannique. Il est député provincial créditiste dans la circonscription britanno-colombienne de Oak Bay de 1969 à 1971 et progressiste-conservateur de 1971 à 1977. 

## Biographie
Né à Leven dans le Fife en Écosse, Wallace étudie à la Edinburgh University Medical School entre 1947 et 1952. S'établissant au Canada en 1961, il sert comme conseiller municipal de Oak Bay en 1967 et 1969.
Élu député créditiste en 1969, il transfuge chez les Progressistes-conservateurs en 1971. Réélu en 1972, il occupe le poste de chef de parti en raison de la défait du chef dans sa circonscription. Wallace conserve la chefferie lors de l'élection de 1975 et à la suite de laquelle il est le seul député élu. Il quitte son poste de chef en juillet 1977 et démissionne du poste de député en décembre de la même année afin de retourner à la pratique de la médecine,.
En 1993, il annonce être près à aider Sue Rodriguez (en), atteinte de sclérose latérale amyotrophique, de mettre fin à ses jours à la suite du rejet de la cour d'accepter de contester la loi interdisant le suicide assisté. Il sert également comme conseiller de l'organisme Right to Die Society. Rodriguez décède finalement en février 1994 avec l'aide de médecins anonymes.
Wallace meurt à Victoria en 2011 à l'âge de 82 ans.